# Andronikos Komnenos (Despot in Trapezunt)
Andronikos Komnenos (mittelgriechisch Ἀνδρόνικος Κομνηνός; * November 1355 in Trapezunt; † 14. März 1376 ebenda) war ein Prinz im Kaiserreich Trapezunt.

## Leben
Andronikos war ein unehelicher Sohn des trapezuntischen Kaisers Alexios III. Komnenos und einer namentlich nicht bekannten Mätresse. Er hatte sieben legitime Halbgeschwister; der spätere Kaiser Manuel III. war sein jüngerer Halbbruder. Schon kurz nach der Geburt wurde dem Prinzen die Despotenwürde verliehen. Um 1375/76 wurde er mit Gulkhan-Eudokia, einer Tochter des georgischen Königs David IX., verheiratet (oder verlobt).
Am 14. März 1376 verunglückte Andronikos bei einem Fenstersturz aus dem Palast tödlich; er wurde im „Theoskepastos“ bestattet. Seine Witwe ehelichte den Thronfolger Manuel.